# Renia sobrialis
Renia sobrialis là một loài bướm đêm thuộc họ Noctuidae. Nó được tìm thấy ở Nova Scotia tới Florida, phía tây đến Mississippi và Michigan.
Sải cánh dài 24–27 mm. Con trưởng thành bay từ tháng 4 đến tháng 9.
Ấu trùng ăn dead leaves.